# 福姆比
福姆比（英語：Formby），是英格兰默西塞德郡塞夫顿大都会区的一个教区和城镇，位于毗邻爱尔兰海海岸的平原上，距离克罗斯比海峡以北几英里。在2011年的人口普查中，其人口为22,419。
在兰开夏郡的历史上，有三个庄园被记录在《末日审判书》的 "Fornebei "项下，分别是Halsall、Walton和Poynton。
本地捕虾业一直持续到19世纪。
到1872年，镇区和分区由两个小教堂（圣彼得教堂和圣卢克教堂）、伯克戴尔镇、Ainsdale和Raven-Meols小村以及Altcar教区组成。
它是利物浦的一个通勤城镇，在夏季也是一个受欢迎的旅游目的地，一日游的游客为福姆比海滩、沙丘和野生动物所吸引，特别是濒临灭绝的红松鼠和纳特杰克蟾蜍。该地区由国家信托基金保护，并被指定为特殊科学兴趣场所。

## 历史
福姆比海滩上的沙子被侵蚀后，露出了泥土和沉积物层，这些沉积物于中石器时代晚期至新石器时代晚期形成，距今约8000-5000年，并在青铜时代早期覆盖。
这些沉积物通常包含人类和那个时期的动物（红鹿、狍子、野猪、狼、欧罗巴）和鸟类（蛎鹬、鹤和其他涉禽）的脚印。
2016年6月，在海滩上发现了50多个7000年前的人类脚印。
常见的地名后缀-by来自斯堪的纳维亚语byr，意思是 "家园"、"定居点 "或 "村庄"。
福姆比村最初的拼法是Fornebei，意思是 "老的定居点 "或 "属于Forni的村庄"。
当时Fornibiyum也是一个著名的北欧姓氏。
他可能是占领这片海岸的入侵探险队的首领。
在1998年关闭之前，挪威的奥斯陆机场位于一个叫Fornebu的小镇。
大约在公元960年，这些诺森人或维京人第一次从爱尔兰来到兰开夏郡的西海岸，最初是进行贸易或袭击，然后定居下来。
传统上认为，维京人的入侵者没能打败福姆比海岸上的本地盎格鲁-撒克逊人，所以他们沿着Alt河向内陆航行，并从后方发动攻击。
福姆比厅是一座二级保护建筑，可以追溯到1223年，一直是一个庄园主的家。它周围的大部分土地现在是一个高尔夫球场。
福姆比海滩是英国第一个救生艇站的所在地。据信，早在1776年，利物浦公共委员会的码头管理员威廉-哈钦森就已经建立了这个救生艇站。
虽然没有找到确切的记录，但据信所使用的船是 "默西吉格"号。
最后一个救生艇站建筑的地基至今仍在海滩上。
2016年，该镇新开的Wetherspoons酒吧被命名为 "救生艇"，以纪念原来的救生艇站。
福姆比是英国皇家空军伍德韦尔空军基地的所在地，这是一个位于镇子北部的小型皇家空军基地。
该站也是默西塞德郡警察的直升机的所在地，被称为 "麦克一号"。
皇家空军站也是二战时期最后一架作战飞机--超豪华喷火战斗机的所在地。
1957年，最后一架带有英国军方标志的喷火战斗机从伍德维尔皇家空军起飞。
伍德维尔也是伍德维尔拉力赛的所在地，这是西北地区现役国防部驻地最大的表演之一。

## 地理地质
福姆比是一个沿海城镇，面积约为7平方英里（17平方公里），位于塞夫顿都会区。
该镇建立在被称为西兰开夏海岸平原的大片平地的西部。
福姆比的最高点是在将爱尔兰海与福姆比分开的沙丘内。
然而，这些沙丘的形状和形成是不断变化的，所以没有固定的点。
Alt河在福姆比以南的Hightown镇流入爱尔兰海。
该镇是内陆城市；福姆比和南港（Southport）、奥姆斯柯克（Ormskirk）和利物浦地区之间的土地是绿化带土地，用于耕种农业。城市边缘地区由灌溉沟渠排水，开放地区在冬季会有沼泽。城市地区的土地排水良好，非常松散和沙质。
福姆比和海岸之间的土地在植被、野生动物和地形方面都有变化。这个地区包括松树林（包括天然和人工）、沙丘、马兰草、落叶林地、季节性池塘和湖泊。这片土地的大片区域受到国家信托基金的保护。
福姆比位于温带气候区，冬季温和，夏季温暖。福姆比海岸线面临着水力侵蚀的持续威胁，大潮会将沙丘冲走。
为了阻止这种情况，在某些年份，护林员和志愿者收集和种植被丢弃的圣诞树，以帮助减缓这种影响。

## 生态和红松鼠
福姆比的整个海岸线因其重要的野生动物保护区而被塞夫顿海岸合作组织列为特别保护区（SAC）。维多利亚路附近的松树林已被确立为国家信托基金的红松鼠保护区，被列入濒危物种名单。福姆比是英国仍能找到红松鼠的几个地点之一，但它现在仍正受到灰松鼠的威胁。
福姆比也因存在纳特杰克蟾蜍而引人注目。福姆比是英格兰少数几个它们会繁殖的地方之一。傍晚时分，可以听到雄鸟独特的歌声，在当地被称为 "Bootle Organ"。